# Иван Грујић
Иван Једини Грујић (Сарајево, 31. јануар 1988) српски је извођач, који живи у Лиману у Новом Саду.

## Биографија и каријера
Уписао је Универзитет у Новом Саду, одсек пословне информатике и е-бизнис. Музиком и реповањем се бави од 2005. године, где је тада био члан групе Gang15 у коме је снимио спотове, који су били локални хитови само за подручје Лимана у Новом Саду, међу њима је био спот Лиман. Након тога, одлучује се за соло каријеру, где избацује 2011. године соло mixtape албум, под називом Кец на десет под уметничким именом E-One.
Две године касније почео је са сарадњом са многим познатим личностима, међу којима су: Ацо Пејовић, In Vivo, DJ! DJUKA (Драган Ђукић), Јелена Гербец, Александра Бурсаћ и други, где је између осталог ради као текстописац и композитор, а поред тога, учествовао је, као гост у клубовима и фестивалима, као што су Jil Club и други.
Од 2015. године био је учесник reality емисије Малдиви, на коме је био, у пару са манекенком, Бојаном Раонић.

## Дискографија

### Извођач спотова

##### Gang15
- Гурај (са Sergio—ом) (2007)
- Лиман (са Џи-јем) (2005)
- Мали Иван — господин Лизалица (2009)[7]

##### Кец на десет(2011)
- Погледај
- Ти ме не подносиш
- Где је кеш?
- Једна по једна
- Пет
- Град порока (са Nobel—ом)
- Јуримо
- Требамо вам (са Зиплок—ом)
- Ако ме не буде
- Више пара мања проблема

#### Остало
- Тата — Wave Entertainment (2017)
- Криминела — RuSerbia (2024)[8]

### Гост у спотовима

#### Извођач и текстописац
- Ацо Пејовић — Сед и бео (2013)
- Ненад Ерић и Иван Једини (са Дијаном) — Три метра изнад неба (2013)
- Ненад Ерић и Иван Једини (са Катарином Живковићем) — Желим те (2013)
- Ненад Ерић и Иван Једини (са Јеленом Гербецом) — На, на, на (2013)
- Ненад Ерић и Иван Једини (са Александром Бурсаћом) — Сузе кукавице (2014)
- Ненад Ерић и Иван Једини — Она држи ме у шаци[9] (2014)
- In Vivo — Најлепше се смеју тужни (2015)
- Иван Једини и DJ! DJUKA — Пуно кошта (2016)
- Срђан Давиденко — Буди ми добра (2017)
- Дејан Живић — Плава ружо (2021)
- (Мане Обрадовић) — ФАК[10] (2023)

#### Остало
- (са DJ Bobby B—ем и Jacky Jack—ом) — Није није (2015, као самог себе)
- DJ! DJUKA и DJ Emil (са Инспирација бендом) — Остани (2015, као текстописац)[11]
- Ненад Шипка — Узми срце (2018, као самог себе)[12]
- DJ! DJUKA (са —ом) — Терапија (2018, као самог себе)[13]
- DJ! DJUKA (са Миром Quadro—ом) — Кобра (2019, као текстописац)[14]
- Ри (са Арот и GIR—ом) — Гризу (2021, као самог себе)[15]